# Єсенін Костянтин Сергійович
Костянти́н Сергі́йович Єсе́нін (3 лютого 1920, Москва — 26 квітня 1986, Москва) — радянський футбольний статистик.
Син поета Сергія Єсеніна та актриси Зінаїди Райх.

## Видані книги
- ««Спартак» Москва» (Москва, 1974) у серії «Бібліотечка футбольного уболівальника».
- «Футбол. Збірна СРСР» (Москва, 1983).